# НОЭМА (компания)
ЗАО «НОЭМА» (акроним от «Новосибирская электромузыкальная аппаратура») — компания, основной деятельностью которой является выпуск и установка звукового оборудования. Основана в 1929 году в Новосибирске.

## Деятельность
Компания изготавливает динамические головки для профессиональных и бытовых акустических систем, осуществляет производство усилителей мощности, звуковых колонок оповещения и трансляции. Помимо производства звукового оборудования «НОЭМА» оказывает услуги по установке своей продукции для разных организаций и на различные объекты инфраструктуры. В числе их работ — установка акустических систем на фонтаны, расположенные возле театра Глобус и в парке имени Кирова в Новосибирске, оснащение звуковой аппаратурой новосибирских стадионов Спартак и Сибсельмаш, снабжение акустикой помещений среднеобразовательных школ и т. д.

## История
В 1929 году в Новосибирске создаётся артель «Симфония», которая начинает выпускать струнные музыкальные инструменты: мандолины, балалайки, гитары.
С 1932 по 1940 год предприятие производит баяны и гармони.
В годы Великой Отечественной войны «Симфония» налаживает производство пулемётных лафетов, снарядных ящиков, фурнитуры для военного оборудования.
1950—1951 годы выпускаются аккордеоны «Квинта» и «Симфония».
В 1950-х организовано изготовление пианино («Сибирь», «Берёзка», «Элегия», «Чайка», «Обь», «Ноктюрн»), снятое с производства в 1970-е годы.
В 1987 году прекращено производство аккордеонов.
В 1990-е годы компания начинает выпуск динамических головок для проигрывателей и магнитофонов радиотехнического предприятия Вега, но в 1996 году в связи с экономическими трудностями прекращает сотрудничество с данной организацией.
В 2004 году совместно с компанией Сибирьтелеком разрабатывает и участвует в сборке 2000 штук таксофонов.
В 2007 году предприятие изготавливает импульсный усилитель «Первенец».

## Продукция
- Динамические головки
- Акустические системы
- Звуковые колонки оповещения
- Усилители мощности